# Лелубани
Лелубани (груз. ლელუბანი) — село в Грузии, на территории Мцхетского муниципалитета края (мхаре) Мцхета-Мтианети.

## География
Село находится в центральной части Грузии, на берегах реки Лелубанисхеви, на расстоянии приблизительно 17 километров (по прямой) к востоку от города Мцхета, административного центра края и муниципалитета. Абсолютная высота — 1112 метров над уровнем моря.

## Население
По результатам официальной переписи населения 2014 года в Лелубани проживало 16 человек (10 мужчин и 6 женщин). В национальной структуре населения грузины составляли 87,5 %, армяне – 12,5 %.
| Год  | Население, человек |
| ---- | ------------------ |
| 2002 | 11                 |
| 2014 | ↗ 16               |